# Атемарське сільське поселення
Атема́рське сільське поселення (рос. Атемарское сельское поселение) — муніципальне утворення у складі Лямбірського району Мордовії, Росія. Адміністративний центр — село Атемар.

## Населення
Населення — 4180 осіб (2019, 4158 у 2010, 4248 у 2002).

## Склад
До складу поселення входять такі населені пункти:
| Населений пункт               | Населення, осіб (2002) | Населення, осіб (2010) |
| ----------------------------- | ---------------------- | ---------------------- |
| Атемар, село                  | 4146                   | 4078                   |
| Білогорське, село             | 60                     | 54                     |
| Завод стройматеріалів, селище | 1                      | 0                      |
| Нова Уда, село                | 21                     | 11                     |
| Стара Уда, присілок           | 20                     | 15                     |